# Daniel Rondeau
Daniel Rondeau (Le Mesnil-sur-Oger, 7 marzo 1948) è uno scrittore, giornalista e diplomatico francese.
È autore di una trentina di opere, comprendenti libri autobiografici, romanzi, monografie su città, e testi sulla letteratura e la storia. Questi libri sono tradotti in numerose lingue. Ha conseguito il Grand Prix de littérature Paul Morand 1998 per l'insieme della sua opera. Il Grand Prix du roman de l'Académie française gli è stato assegnato nel 2017 per Mécaniques du chaos.

## Biografia
Figlio di insegnanti, Daniel Rondeau trascorre infanzia e adolescenza a Châlons-sur-Marne. Ha un fratello più giovane, il futuro filosofo Gérard Rondeau.
Dopo gli studi, diviene militante di estrema sinistra. Raggiunge allora la sinistra proletaria e va a lavorare, per parecchi anni, come operaio in una fabbrica in Lorena. Questa esperienza, descritta nel libro L'Enthousiasme, lo conduce a soffermarsi in modo particolare sulla storia degli operai lorenesi. Verso la fine degli anni '70, comincia a lavorare per il giornale Liberation di Nancy. Nello stesso periodo lavora anche per la radio e la televisione e crea la trasmissione Mémoires ouvertes, in cui utilizza centinaia di testimonianze che a registrato da militanti, operai e immigrati.
Nel 1979, pubblica il suo primo saggio, intitolato Chagrin lorrain, la vie ouvrière en Lorraine (1870-1914), scritto in collaborazione con François Baudin. Nel 1982 Pubblica il suo primo romanzo, L'Âge-Déraison, véritable biographie imaginaire de Johnny H. Seguiranno altri romanzi, Les Tambours du monde en 1991, La Part du diable en 1992.
Come giornalista, nel 1982 diventa redattore capo della sezione "Cultura" del giornale Liberation. Nel 1984 pubblica, con Jean-François Fogel Pourquoi écrivez-vous?, rapporto sulle risposte fornite a questa domanda da 400 scrittori di tutto il mondo. Dal 1985 al 1998 è reporter al Nouvel Observateur. Dal 1998 al 2007, è editorialista a L'Express. Molti suoi articoli sono stati raccolti in tre libri: Trans-Europe-Express nel 1984, Les Fêtes partagées nel 1994 e riedito nel 2015, Journal de lecture nel 2007.
Alla fine degli anni '80, è ideatore e conduttore di una trasmissione culturale e politica su LA7, Dialogue. È autore di alcuni telefilm-documentari: (Alexandrie la septième merveille, Malraux ou la grande vie, Des hommes libres con Alain Ferrari). Collabora anche a Paris Match, a Le Journal du dimanche e al quotidiano Le Monde, dove pubblica profili o lunghe interviste.

## I viaggi
Daniel Rondeau è autore di una serie di storie sulle città. Dal 1987, dalla pubblicazione di Tanger, non ha mai smesso di viaggiare sulle coste del Mediterraneo e di raccontare ciò che ha visitato. Nel 1997 pubblica il romanzo Alexandrie che gli assicura l'anno successivo il Prix des Deux Magots, Istanbul nel 2002 e Carthage nel 2008, un saggio sul nostro patrimonio mediterraneo. Dopo aver trascorso tre anni a Malta, in qualità di ambasciatore, pubblica nel 2012un ritratto letterario dell'Isola, Malta Hanina.
Nel 2011, diviene membro degli écrivains de Marine.

## L'Ambasciatore
Nell'aprile 2008, è nominato ambasciatore a Malta, grazie all'amico Bernard Kouchner. Nel contesto delle sue funzioni, organizza con la Marina Nazionale nell'ottobre 2009, nel Mar Mediterraneo, un viaggio simbolico e politico che riunisce scrittori, poeti, storici, dotti, provenienti da differenti Paesi mediterranei, imbarcati sulla nave La Meuse (opération Ulysse 2009). A ogni scalo, questi autori tengono conferenze e partecipano a dibattiti.
Nel novembre 2011, Nicolas Sarkozy lo nomina delegato permanente della Francia presso l'UNESCO. Si dimette dalle sue funzioni nel 2013.

## L'Accademico
Nel 2011 pone la sua candidatura al seggio 40 dell'Académie française, ma non viene eletto, benché sembrasse favorito per la carica. Una seconda candidatura nel 2016, al seggio di René Girard, non sortisce miglior successo; per la differenza di tre voti, Rondeau avrebbe potuto essere eletto al seggio 37. Il 6 giugno 2019 viene eletto all'Accademia di Francia, al seggio 8, vacante dopo la morte di Michel Déon. Il 9 febbraio 2023 pronuncia il discorso di ricevimento di Mario Vargas Llosa all'Accademia di Francia.

## Premi letterari
- 1988, Prix Eugène-Dabit du roman populiste, per L'enthousiasme.[11]
- 1994, Prix Liberté Littéraire per les Fêtes partagées.
- 1998, Grand Prix de littérature Paul Morand dell'Académie Française per l'insieme della sua opera.[12]
- 1998, Prix des Deux Magots per Alexandrie.[13]
- 2014, Prix Saint-Simon per Vingt ans et plus.
- 2015, Prix Jacques Audiberti per l'insieme della sua opera.
- 2016, Prix Jules Rimet per Boxing-Club
- 2017, Grand Prix du Roman de l'Académie Française per Mécaniques du chaos[12]

## Decorazioni
- - Cavaliere della Legion d'onore
- | - Commendatore dell'Ordre des arts et des lettres
- Ufficiale dell'Ordine nazionale al merito (Malta)
- Cavaliere al Merito Marittimo

## Opere

### Romanzi e saggi
- Chagrin lorrain (con F. Baudin), Seuil, 1979.
- L’Âge-Déraison, Seuil, 1982.
- Trans-Europ-Express, Seuil, 1984.
- Tanger, Quai Voltaire, 1987; Livre de poche (6783).
  - Tangeri, (Traduzione di Monica Amari), Palermo: Novecento, 1990
- L’Enthousiasme, Les Cahiers Rouges, Grasset, 2006 (prima edizione Quai Voltaire, 1988).
- Chronique du Liban rebelle 1988-1989, Grasset, 1991.
- Les Tambours du Monde, 1989, Grasset
- Portraits champenois (con Gérard Rondeau), Reflets, 1991.
- La Part du diable, Grasset, 1992.
- Littérature notre ciel, souvenir di Heinrich Maria Ledig Rowohlt, Grasset, 1992, fuori commercio.
- Les Fêtes partagées, lectures et autres voyages, NIL éditions, 1994 e 2015.
- Mitterrand et nous, Grasset, 1994.
- Des Hommes libres, La France libre par ceux qui l’ont faite, con Roger Stéphane, Grasset, 1997.
- Alexandrie, NIL, 1997 ; Folio (341). Prix des Deux Magots 1998
- Tanger et autres Marocs, NIL, 1997 ; Folio (3342).
- Istanbul, NIL, 2002 ; Folio (4118).
- Dans la marche du temps, Grasset, 2004; Livre de poche.
- Camus ou les promesses de la vie, Mengès, 2005.
- Istanbul, La Martinière, 2005 (con fotografie di Marc Moitessier.)
- Les Vignes de Berlin, Grasset, 2006.
- Journal de lectures, Transbordeurs, 2007.
- La Consolation d’Haroué, (con acquarelli di Alberto Bali), Gourcuff Gradenigo, 2007.
- Carthage, NIL, 2008; Folio (4948).
- Johnny, NIL, 2009.
- Malta Hanina, Grasset, 2012; Folio (5572).
- Vingt ans et plus, Flammarion, 2014
- Boxing-Club, Grasset, 2016
- Mécaniques du chaos, Grasset, 2017
- La raison et le cœur, Grasset, 2018.

### Opere collettive
- Pourquoi écrivez vous? a cura di Jean François Fogel e Daniel Rondeau, Le livre de poche- Biblio (4086).
- L’Appel du Maroc, a cura di Daniel Rondeau, Institut du monde arabe, 1999.
- Goudji, le magicien d’or, Gourcuff Gradenigo, 2007